# 椎名林檎の関連楽曲
椎名林檎の関連楽曲（しいなりんごのかんれんがっきょく）は、日本のシンガーソングライター・椎名林檎および椎名が所属するバンド・東京事変が発表した楽曲、そのほか提供曲などの椎名に関連する楽曲の一覧。
| 目次 | 目次 | 目次 | 目次 | 目次 | 目次 | 目次 | 目次 | 目次 | 目次 | 目次 |    |
| ---- | ---- | ---- | ---- | ---- | ---- | ---- | ---- | ---- | ---- | ---- | -- |
| 脚注 | わ   | ら   | や   | ま   | は   |      | な   | た   | さ   | か   | あ |
| 脚注 |      | り   |      | み   | ひ   |      | に   | ち   | し   | き   | い |
| 脚注 | を   | る   | ゆ   | む   | ふ   |      | ぬ   | つ   | す   | く   | う |
| 脚注 |      | れ   |      | め   | へ   |      | ね   | て   | せ   | け   | え |
| 脚注 | ん   | ろ   | よ   | も   | ほ   |      | の   | と   | そ   | こ   | お |

## あ行

### あ
- 愛妻家の朝食
- アイデンティティ
- あおぞら
- 青のID
- 茜さす 帰路照らされど･･･
- 赤の同盟
- 明日の人 feat. 椎名林檎[注 1]
- 新しい文明開化
- あの世の門
- あまいやまい feat. 椎名林檎[注 2]
- 雨傘[注 3]
- ありあまる富
- ありきたりな女
- 暗夜の心中立て[注 3]

### い
- 生きる
- いけない子[注 3]
- 意識
- 意識 〜戦後最大級ノ暴風雨圏内歌唱〜
- 急がば回れ
- 依存症
- 映日紅の花
- IT WAS YOU
- 一服
- いとをかし
- 命の息吹き[注 3]
- 命の帳
- 今
- 今際の死神[注 3]
- 色恋沙汰
- いろはにほへと

### う
- 薄ら氷心中[注 3]
- 宇宙の記憶[注 3]
- 雨天決行
- うるうるうるう

### え
- 永遠の不在証明
- 駅前
- SG～Superficial Gossip～
- SSAW
- 選ばれざる国民

### お
- おいしい季節[注 3]
- 花魁
- 黄金比
- おこのみで
- OSCA
- 恐るべき大人達
- おだいじに
- おとなの掟[注 3]
- 同じ夜（Jｪﾁ~ｯじo™ｳ）
- 御祭騒ぎ
- 女の子は誰でも

## か行

### か
- カーネーション
- 害虫駆除
- 海底に巣食う男
- 怪ホラーダスト
- 顔
- 駆け落ち者
- 風に肖って行け
- 勝ち戦
- 渦中の男[注 3]
- かつては男と女
- 鞄の中身
- 歌舞伎
- 歌舞伎町の女王
- カプチーノ[注 3]
- 我慢
- 神様、仏様
- 体
- カリソメ乙女（TAMEIKESANNOH ver.）
- カリソメ乙女（DEATH JAZZ ver.）
- カリソメ乙女（HITOKUCHIZAKA ver.）
- 華麗なる逆襲[注 3]

### き
- ギブス
- 極まる
- ギャンブル
- 玉座の罠
- 虚言症
- キラーチューン
- 銀河民
- 金魚の箱
- 禁じられた遊び

### く
- 茎
- 孔雀
- 薬漬
- クロール
- 黒猫道
- 群青日和

### け
- 警告
- 化粧直し
- 決定的三分間[注 3]
- 獣の理
- 獣ゆく細道
- 現役プレイヤー
- 喧嘩上等
- 原罪と福音
- 現実に於て
- 現実を嗤う

### こ
- 光合成
- 公然の秘密
- 幸福論
- 幸福論 (悦楽編)
- ここでキスして。
- 心
- 孤独のあかつき
- 子供の情憬[注 3]
- この世の限り
- 殺し屋危機一髪[注 4]
- 今夜だふ
- 今夜はから騒ぎ

## さ行

### さ
- サービス
- 幸先坂[注 3]
- ｓａ＿ｉ＿ｔａ
- 最果てが見たい[注 3]
- 逆さに数えて
- 咲かせてみて
- サカナ
- 錯乱 (ONKIO ver.)
- 錯乱 (TERRA ver.)
- 酒と下戸
- The Heavy Metallic Girl[注 5]
- さらば純情
- 三十二歳の別れ

### し
- シーズンサヨナラ
- JL005便で
- Σ
- 至上の人生
- 静かなる逆襲
- 私生活
- 実録 －新宿にて－ 丸ノ内サディスティック〜歌舞伎町の女王
- 実験中
- 紫電
- シドと白昼夢
- シャンプー[注 3]
- 自由へ道連れ
- ジユーダム
- ジユーダム ヒャダインのリリリリ☆リミックス
- 宗教
- 重金属製の女
- 主演の女[注 3]
- 入水願い
- 修羅場
- 修羅場 adult ver.
- 旬
- 少女ロボット[注 3]
- 人生は思い通り
- 人生は夢だらけ[注 3]

### す
- スーパースター
- スイートスポット
- 芒に月
- 茎 (STEM)
- 茎 (STEM) 〜大名遊ビ編〜
- ストイシズム
- すべりだい

### せ
- 生者の行進
- 青春の続き[注 3]
- 青春の瞬き[注 3]
- 赤道を越えたら
- 絶体絶命
- 絶対値対相対値
- 17
- ○地点から
- 閃光少女

### そ
- 喪＠ CｴNｺ瑠ｦｭWｧ（喪興瑠怒(仮)）
- 喪失[注 5]
- 遭難
- 葬列
- 空が鳴っている

## た行

### た
- タイムカプセル
- たかいたかい
- 黄昏泣き
- 正しい街
- ただならぬ関係

### ち
- ちちんぷいぷい
- ちりぬるを

### つ
- 月極姫
- 月に負け犬
- 月夜の肖像[注 3]
- 都合のいい身体
- 積木遊び
- 罪と罰

### て
- 手紙
- 電気のない都市
- 天国へようこそ（天国へようこそ For The Tube）
- 天国へようこそ Tokyo Bay Ver.
- 天国へようこそ For The Disc
- 電波通信

### と
- 2◯45[注 6]
- TOKYO
- ドーパミント！
- ドーパミント！ BPM103
- 透明人間
- 都会のマナー[注 3]
- 尖った手□
- 時が暴走する
- ドツペルゲンガー
- ドラ1独走
- とりこし苦労
- 鶏と蛇と豚
- どん底まで

## な行

### な
- 名うての泥棒猫[注 3]
- 長く短い祭

### に
- 21世紀宇宙の子
- NIPPON
- 日本（にっぽん）に生まれて[注 3]
- 人間として

### ね
- 猫の手は借りて
- 熱愛発覚中

### の
- 能動的三分間
- 乗り気

## は行

### は
- はいはい
- 生え抜き
- 白日のもと
- 走れゎナンバー
- 発芽
- 初KO勝ち
- ハツコイ娼女
- ハンサム過ぎて

### ひ
- BB.QUEEN
- Between Today and Tomorrow
- ピノキオ
- 秘密
- 日和姫[注 3]
- 病床パブリック

### ふ
- FOUL
- FAIR
- 復讐
- 膨らんできちゃった
- 不幸自慢
- 二人ぼっち時間
- ふつうとは
- put your camera down
- プライベイト[注 3]
- ブラックアウト

### へ
- 紅海月の夜

### ほ
- 望遠鏡の外の景色[注 5]
- 望遠鏡の中の記憶[注 5]
- 茫然も自失
- 某都民
- 母国情緒
- 仏だけ徒歩
- ほぼ水の泡
- ポルターガイスト
- 凡才肌
- ほんとのところ
- 本音と建前[注 3]
- 本能
- BON VOYAGE

## ま行

### ま
- MY FOOLISH HEART ～crazy in shibuya～[注 7]
- MY FOOLISH HEART ～crazy on earth～[注 7]
- マ・シェリ
- 松に鶴
- 真夏の脱獄者[注 3]
- マヤカシ優男
- 丸ノ内サディスティック
- 丸ノ内サディスティック（EXPO Ver.）
- 真夜中は純潔

### み
- 密偵物語
- 密偵物語（Saturday Night Gossip Ver.）
- ミラーボール

### め
- 迷彩
- 迷彩 〜戦後最大級ノ暴風雨圏内歌唱〜
- 名実共に
- メトロ
- 目抜き通り
- 雌花 故 雄花
- 眩暈
- メロウ

### も
- 木蓮のクリーム[注 3]
- モルヒネ

## や行

### や
- やさしい哲学 feat. 椎名林檎[注 8]
- 野性の同盟[注 3]
- やつつけ仕事
- やっつけ仕事
- 闇に降る雨
- 闇なる白
- 闇にご用心[注 3]

### ゆ
- 雪国
- 行方知れず[注 3]
- 夢のあと

### よ
- 余興
- 浴室
- 余裕の凱旋

## ら行

### ら
- 落日
- la salle de bain
- ランプ

### り
- リモートコントローラー
- 流行
- 緑酒
- リンゴカタログ ～黒子時代再編纂～
- りんごのうた
- 林檎の唄
- 輪廻ハイライト

### ろ
- 労働者
- 浪漫と算盤 LDN ver.
- 浪漫と算盤 TYO ver.

## わ行

### わ
- W●RK[注 6]
- 別れ 1940[注 5]
- 別れ 1964[注 5]
- 別れ 2012[注 5]
- 私の愛するひと
- 私は猫の目
- What did U say?[注 5]
- 悪い苗 良い萠
- 我れは梔子[注 3]